# The League
The League (englisch für „Die Liga“) ist eine US-amerikanische teilweise improvisierte Sitcom, die erstmals am 29. Oktober 2009 auf dem Sender FX ausgestrahlt wurde. Die Deutsche Erstausstrahlung erfolgte am 14. November 2013 auf RTL Nitro.
Nachdem die Serie für ihre fünfte Staffel zum Schwestersender FXX gewechselt hatte, endete sie dort im Dezember 2015 nach sieben Staffeln und insgesamt 84 Folgen.

## Handlung
Die Serie handelt von einer Gruppe von Freunden, die an einer Fantasy-Football-Liga teilnehmen. Während jeder der Freunde alles dafür tut, um in der Liga zu gewinnen, müssen sie sich auch mit verschiedenen und teilweise skurrilen Situationen ihres Alltagslebens auseinandersetzen.

## Besetzung und Synchronisation

### Hauptfiguren
| Rolle             | Schauspieler       | Staffel | Synchronsprecher         |
| ----------------- | ------------------ | ------- | ------------------------ |
| Rodney Ruxin      | Nick Kroll         | 1–7     | Patrick Schröder         |
| Pete Eckhart      | Mark Duplass       | 1–7     | Alexander Brem           |
| Taco MacArthur    | Jonathan Lajoie    | 1–7     |                          |
| Kevin MacArthur   | Stephen Rannazzisi | 1–7     | Philipp Brammer          |
| Dr. Andre Nowzick | Paul Scheer        | 1–7     | Hubertus von Lerchenfeld |
| Jenny MacArthur   | Katie Aselton      | 1–7     | Maren Rainer             |

### Nebenfiguren
| Rolle                              | Schauspieler     | Staffel | Synchronsprecher |
| ---------------------------------- | ---------------- | ------- | ---------------- |
| Ellie MacArthur                    | Alina Foley      | 1–7     |                  |
| Sofia Ruxin                        | Nadine Velazquez | 1–7     |                  |
| Rafi                               | Jason Mantzoukas | 2–7     |                  |
| Shivakamini „Shiva“ Somakandarkram | Janina Gavankar  | 1–7     |                  |
| Meegan Eckhart                     | Leslie Bibb      | 1–2     |                  |
| Dirty Randy                        | Seth Rogen       | 3–7     |                  |
| Ashley                             | Brie Larson      | 3       |                  |

### Gaststars
Eine Vielzahl von Gaststars hat Auftritte in The League. Zu den bekannteren Persönlichkeiten mit Gastauftritten gehören Lake Bell, Kayden Kross, Ray Liotta, Sarah Silverman, Jeff Goldblum, Eliza Dushku, Timothy Olyphant, Ryan Hansen, Robert Wagner, Lee Meriwether, Snoop Dogg, Erin Heatherton und Ali Larter.
Aufgrund der Thematik „Fantasy Football“ haben insbesondere Spieler und Fernsehkommentatoren aus der US-amerikanischen Profiliga NFL kurze Auftritte. Dazu gehören unter anderen der ehemalige Spieler und spätere Kommentator Terry Bradshaw, der zum Zeitpunkt seines Auftritts bei den Cincinnati Bengals spielende Chad Johnson, Terrell Suggs von den Baltimore Ravens, Sidney Rice, Jay Cutler von den Chicago Bears sowie der Kolumnist und  Fantasy-Football-Experte des Fernsehsenders ESPN, Matthew Berry.

## Produktion
Am 15. Juli 2009 wurde bekannt, dass zunächst eine Pilotepisode von The League gedreht werden würde. Am 20. August 2009 wurde dann eine erste aus sechs Episoden bestehende Staffel in Auftrag gegeben. Es folgten die zweite, dritte, vierte und fünfte Staffel mit je 13 Episoden.
Seit Beginn der fünften Staffel wird The League auf dem US-amerikanischen Kabelsender FXX ausgestrahlt. Am 3. September 2014 startete die sechste Staffel der Serie. Die siebte und letzte Staffel der Serie wurde vom 9. September bis zum 9. Dezember 2015 ausgestrahlt.